# Kobber(II)oxid
Kobber(II)oxid er en kemisk forbindelse mellem kobber og ilt. I dette oxid med sumformlen: CuO er kobberet togyldigt. Kobber(II)oxid er et sort, amorft eller krystallinsk stof. Stoffet er en halvleder.

I naturen forekommer det som mineralet tenorit. Tenorit opstår ved forvitring af forskellige kobbersulfider, og det findes derfor oftest i de oxiderede dele af kobberforekomsterne. Det var den italienske botaniker, Michele Tenore (*1780; †1861), der navngav mineralet.

## Egenskaber
Kobber(II)oxid er uopløseligt i vand og alkoholer. Derimod er det opløseligt i fortyndede syrer, og ved inddampning får man derved de tilsvarende kobber(II)salte. Desuden er kobber(II)oxid opløseligt i ammoniumhydroxid, fordi der opstår kompleksdannelser.
Kobber(II)oxid adsorberer med lethed ilt, kvælstof, CO2 og andre gasser.

## Anvendelser
Kobber(II)oxid bliver brugt som farvestof i fremstillingen af glas, keramik, porcelæn og kunstige ædelstene. Endvidere bruges det som katodemateriale i batterier, som katalysator, til afsvovling af mineralolie og som rådhæmmende maling. Kobber(II)oxid bruges desuden som råmateriale for fremstilling af mange forskellige kobberforbindelser.